# Gerfalco

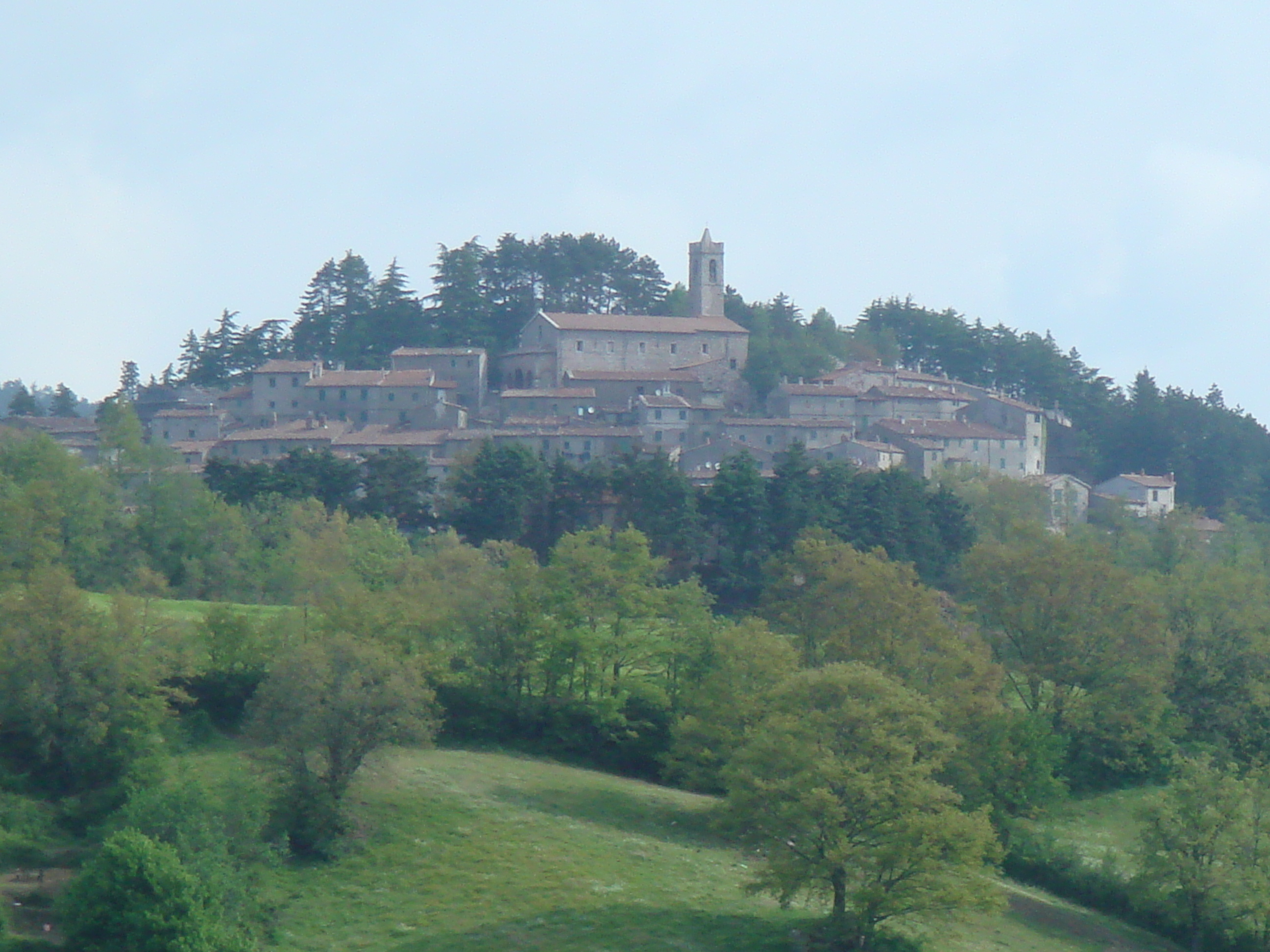
Vista de Gerfalco.

Gerfalco es una fracción de la localidad de Montieri en la provincia de Grosseto.

## Geografía
Gerfalco se encuentra a noroeste de Montieri, a los pies del relieve montañoso llamado Cornate donde se extiende la homónima reserva natural; las Cornate di Gerfalco son las cumbres más elevadas de las Colinas metalíferas, alcanzando la altitud de 1,600 m.s.m.

## Historia
La parte habitada surgió en época medieval y su jurisdicción fue objeto de conflicto entre los obispos de Volterra, la familia Pannochieschi y los Aldobrandeschi hasta el siglo XIII, época en que pasó al control de los Pannocchieschi.
Finalmente pasó bajo dominio de Siena y se produjeron algunos períodos de decadencia; en la segunda mitad del siglo XVI pasó a formar parte del Gran Ducado de Toscana.

## Arquitecturas
Del antiguo barrio medieval se conservan algunos rasgos de las murallas, con dos torres de guardia y dos puertas de acceso.
La iglesia de San Biagio, de orígenes medievales, fue profundamente reestructurada en época tardo-rinacimental y rededicada a fines del siglo XVI, como indica una epigrafía colocada en su interior, donde se custodian algunas obras de estilo barroco.
La iglesia de la Misericordia se erigió en época medieval pero fue completamente reconstruida a fines del siglo XVI e inicios del XVII; el aspecto actual se debe a una restauración efectuada en los años ochenta.
La Iglesia de San Agustín se encuentra fuera de los muros que delimitan el casco histórico del pueblo; el edificio fue construido durante el siglo XIV junto al convento adjunto.